# Carmel Valley Village (Kalifornija)
Carmel Valley Village je naseljeno područje za statističke svrhe u američkoj saveznoj državi Kalifornija. Prema popisu stanovništva iz 2010. u njemu je živjelo 4,407 stanovnika.